# Conjunto Histórico Artístico (Catí)
El Conjunto Histórico de Catí, se encuentra ubicado en el centro de la población de Catí, en la comarca del Alto Maestrazgo, en la provincia de Castellón. Está catalogado, por declaración genérica, como Bien de Interés Cultural, presentando anotación ministerial número: R-I-53-0000603, y fecha de anotación 22 de octubre de 2004; según consta en la Dirección General del Patrimonio Artístico de la Generalidad Valenciana.  Aunque, el casco urbano de Catí estaba ya declarado Conjunto Histórico Artístico desde el 7 de marzo de 1979.

## Descripción histórica
Como ocurre con muchas poblaciones de la zona mediterránea, el origen de Catí está posiblemente en una alquería musulmana, que pasaría, en época de la reconquista, en concreto ya entrado el siglo XIII, cuando las tropas del rey Jaime  I  de Aragón comienza la reconquista de las tierras valencianas , a convertirse en un primer núcleo de población. Aunque no exista documentación que pueda corroborar esta teoría, quedando la parte documentada reservada al siglo XIII, en concreto a partir del 25 de enero de 1239, fecha en la que se le concede la Carta de Repoblación, pese a que la existencia de Catí, estaba probada en 1233, ya que existen documentos en los que al señalarse los límites del término general de Morella, aparece mencionada.

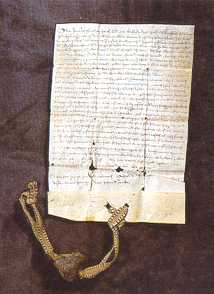
Carta Puebla

Los autores consideran que es posible que en un primer momento el asentamiento poblacional no estuviera  en el actual emplazamiento, sino que ubicaciones diferentes, como  la partida de la Font, denominada La Font de Catí, en la que había una antigua masía del mismo nombre, y en donde todavía se pueden encontrar  restos de edificaciones, pudieron ser el foco poblacional que dio origen a  Catí.
La población de Catí era una de las aldeas que formaba parte de Morella y, por tal razón se encontraba  bajo la dependencia de don Blasco de Alagón, quien  se encargó de la repoblación de esta zona y dio el 25 de enero de 1239,  Carta de Repoblación de Catí a Ramón de Bocona y a otros cuarenta pobladores, hecho que provocó disputas con el propio Jaime I de Aragón.
Más tarde, Ramón de Bocona, vendió en sucesivas ocasiones, 1252, 1268 y 1271, los derechos de Catí a Ramón Castellá; y en el año 1468 Morella vendió sus derechos sobre Catí a Joan Forés de Sant Mateu, quien lo poseería tan solo trece años revendiéndolos de nuevo a Morella. Pese a que en 1358, el rey  Pedro  el Cerimonioso, concedió la  independencia de Catí,  del Justicia de Morella, esta tuvo carácter transitorio, y duró solamente mientras estuvieron en situación bélica. La independencia absoluta y permanente no se consiguió lograr hasta le siglo XVII, en concreto hasta 1691.

## Descripción artística
Catí presenta una peculiar forma alargada que se debe a la existencia en los extremos de su término de dos fuentes, suministradoras de agua a la población:  la “Font Vella” y la “Font Nova”.  Estas fuentes eran importantes para la población, de ahí que existan documentos acreditando su reparación y mantenimiento a lo largo del tiempo, como los existentes que datan del  siglo XIV, momento en el que se tiene cura de las conducciones y de las pilas utilizadas como abrevaderos para el ganado. Estas dos fuentes se encuentran comunicadas a través de la calle Mayor y las dos plazas “de Dalt” y “de Baix”, formando una de las vías más transitada desde  el siglo XIII.
Desde el siglo XIII todo el conjunto urbano estaba planificado, estableciendo un plano en el que la población habitaba las principales vías así como la zona sur del emplazamiento local. Por su parte las zonas norte y noroeste se parcelaron  para cultivo o bien se aprovecharon como corrales para el ganado. Sin embargo, en el siglo XIII se produjo un aumento demográfico que llevó a la construcción  de nuevas casas,  utilizándose en un primer momento los corrales que se transformaron  en edificios habitables para las personas. Este aumento de la población hacía necesarias nuevas infraestructuras, por ello en  1775, se fabricó un horno nuevo en la calle de L’Om, que hoy en día se llama calle Larga.  También se aprovechó el momento para ampliar el núcleo urbano  dando lugar a arrabales, como  “el de les escoles”  y el de “la Font Nova” o de “Santa Ana” (en que ya había algunas casas en 1370,  las cuales, en ese momento, se encontraban situadas extramuros).  Todo este núcleo urbano,  a excepción de la zona norte que tenía una protección natural debida al nivel del terreno,  estaba rodeado de un recinto de murallas. Esto suponía la existencia de portales para dar entrada a las vías más importantes al recinto amurallado de Catí.
Pese a que prácticamente todos estos portales se conservaban en pie  en los primeros años del siglo XX,  la construcción de la carretera de Catí a la “Venta del Aire” y de Catí a “L’Hostalet de Vilardecanes”, hizo que se derribaran parte de ellos. Más tarde, en 1922 se derribó el portal de la “Font Nova” o de “San Vicente” (los cuales tenían una capilla sobre los portales que tenían estructura de torre cúbica, con cuatro pilares que al unirse en lo alto en forma de arco de medio punto daban lugar a la puerta de acceso), construyéndose una nueva capilla para el santo encima del depósito de agua de la fuente. Por último, en 1932 se procedió a la destrucción de los restantes portales: el de la calle de San Roque (el cual poseía un grueso muro de defensa con casi dos metros de anchura), el del Cementerio antiguo y el de Sant Joan. La construcción de estos portales era muy similar, de estructura muy sencilla al igual que los materiales  y técnicas constructivas empleados para la misma; se hallaban adosados a los lienzos de la muralla, que en algunos casos se habían convertido en parte de viviendas, reduciéndose a una simple puerta a la que se accedía atravesando un arco de medio punto.

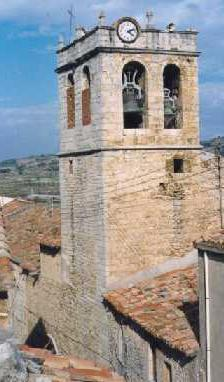
Campanario de la Iglesia parroquial de la Asunción de María

Lo curioso y significativo del núcleo histórico de Catí, es que, posiblemente ayudado por el despoblamiento de la zona durante la segunda mitad del siglo XIX y los inicios del XX, motivado por la emigración a centros industriales fundamentalmente; ha mantenido la estructura medieval que tanto lo caracteriza.
Pese a que se llevaron a cabo  construcciones  a lo largo del siglo XVIII, consiguieron que no  se alterara el trazado, llevando a cabo ampliaciones con casas nuevas, ocasionalmente aportaron novedades, como ocurrió en la  calle Mayor. Así, entre finales  del siglo XIX y comienzos del XX, se edifican algunas casas, con  tipología romántica, como las situadas en el “carrer Llarguer” y en la plaza de “Dalt” , las cuales pueden considerarse  las únicas aportaciones de una arquitectura reciente a las características medievales de la población.
Pueden contemplarse dos áreas que corresponden con  dos etapas de construcción diferentes: 
- La primera área se subdivide, a su vez, en dos partes: la zona norte, que presenta un trazado recortado, tortuoso y de calles estrechas, comprendería la zona entre el antiguo portal del “Peiró de la Passió” y la iglesia, por un lado, y entre la calle Mayor y el “Davall Davall”. Por su parte, la segunda zona dentro de la primera área, comprende la calle Mayor y las dos plazas de “Dalt” y de “Baix”, zona de trazado más amplio, aunque en parte se debe a que  en 1931 se cortaron las capillas laterales de la parte del evangelio de la iglesia parroquial para ampliar el paso de la calle. Las dos plazas mencionadas pese a su diseño irregular son de grandes dimensiones.[1]

- La segunda área la comprende la calle Larga, siguiendo la planificación inicial, que presenta un trazado  regular y amplio; nace en la calle de San Roque y desemboca en la Font Nova, cerrando, por su parte posterior, el núcleo de la población por el lado Noroeste.[1]

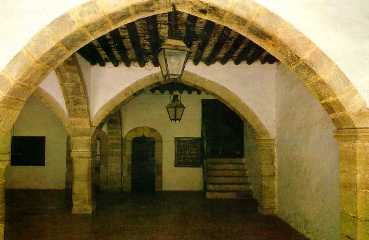
Casa de la Villa

Salvo las escasas  excepciones,  las características constructivas, tipológicas y distributivas de las casas del núcleo urbano,  las cuales conservan  su estado originario, son muy sencillas. Se utilizaron para su construcción la mampostería, unida con mortero de cal, enlucida y se usan sillares para reforzar esquinas, dinteles de puertas y ventanas, que ocasiones presentan forma adovelada. También puede verse ladrillo  o la madera, que se usan normalmente  para los aleros, así como  teja moruna para los tejados.  Por su parte, las fachadas son reflejo parcial de la distribución interior. Los edificios suelen ser de planta baja, piso y desván. La planta baja con un portal de piedra adovelada, tenían  en la parte delantera, la cocina y comedor, y al fondo las cuadras para las caballerías; algunas casas tienen las cuadras en la parte delantera junto a la entrada, abriéndose un pequeño vano en la fachada. El piso, que estaba dedicado al dormitorio, presentaba ventana cuadrada o rectangular vertical, realizada con piedra picada, y,  en ocasiones molduras, casi siempre  en el dintel y en los montantes. También se dan casos en los que las ventanas son sustituidas  baranda, aunque no balcón, normalmente de madera, y de trabajo muy sencillo. También puede afirmarse que a partir de la segunda mitad del siglo XVI se modifican algunas ventanas para transformarlas en balcones, podiéndoles, en estos casos, una  baranda de hierro de forja sencilla. Por su parte,  el desván (dedicado a almacén de granos y de otros alimentos)  tiene ventana rectangular o galería cubierta. La parcelación del terreno hacía que las casas presentaran una distribución estrecha y alargada.
Además podemos considerar que entre todos los edificios del núcleo histórico de Catí, destacaríamos:  “Casa de la Vila”, edificio gótico que  albergó al Consejo, la  prisión, la carnicería comunal e incluso un depósito de trigo en sus dependencias;  la iglesia parroquial de la Asunción de María (con un retablo de Jacomart y la “Cruz de Avinyó”, la cual señalaba el camino jacobeo castellonense);  la “Casa Miralles o Palau de Sant Joan”, una de las mejores muestras de arquitectura gótica civil palaciega; la “Casa Montserrat”; la “Casa Spigol”; o el recinto amurallado
También hay que tener en cuenta, los numerosos escudos y emblemas medievales que adornan los  palacios y edificios religiosos del casco antiguo, entre los que destacan, por ser Bienes de Interés Cultural:
- Emblema e inscripción en la casa del mercader Jerónimo Martí
- Escudo de la Casa de la Abadía de Catí
- Escudo del antiguo hospital de Catí
- Escudo nobiliario de la Casa de los Sans en Catí
- Escudo nobiliario de la casa en la calle San Juan de Catí
- Escudos de la Iglesia de Catí